# Progetti cinematografici irrealizzati di Stanley Kubrick
I progetti cinematografici irrealizzati di Stanley Kubrick sono colossal di cui appuntò sceneggiature e preparativi di pre-lavorazione (in alcuni casi) ma dei quali abbandonò poi lo sviluppo forzatamente o volontariamente.

## Progetti considerati ma non avviati

### Film sull'era nazista
Un progetto cinematografico basato sull'epoca nazista interessò sempre Kubrick, ma i numerosi progetti a cui il regista si dedicò nel periodo tra gli anni settanta e ottanta non gli permisero di avviare interamente l'ambìto film.
Il soggetto era basato sulle figure di Joseph Goebbels e del regista tedesco Veit Harlan, zio della terza moglie di Kubrick, ma durante lo scripting venne scritto solamente uno schema a punti sulla storia da sviluppare.

## Sceneggiature preliminari

### The Burning Secret
La MGM nel 1956 offrì a Kubrick ed al suo produttore James B. Harris 75.000 dollari per la produzione di un film. I due scelsero il romanzo Bruciante Segreto di Stefan Zweig. Kubrick iniziò a scriverne l'adattamento con Calder Willingham, ma un cambiamento di vertice alla MGM fece naufragare il progetto.

### Lunatic at Large
Trattamento di settantasei pagine commissionato da Harris allo scrittore Jim Thomson su una "storia sulle avventure e il rapporto tra un soldato statunitense e una psicopatica dalle tendenze omicide". A lungo disperso, fu ritrovato nel 1992.

### The German Lieutenant
The German Lieutenant è una sceneggiatura scritta da Stanley Kubrick con la collaborazione di Richard Adams nel 1959. Il progetto prevedeva Alan Ladd nel ruolo di protagonista. La storia narra di due ufficiali tedeschi, Kraus e Dietrich, ai quali viene assegnata una missione suicida negli ultimissimi giorni della Seconda Guerra Mondiale. I due ufficiali devono paracadutarsi dietro le linee nemiche e far esplodere un ponte controllato dagli Alleati. Naturalmente si tratta di un piano folle e, soprattutto, inutile. Entrambi i protagonisti sono molto titubanti, ma decidono di eseguire ugualmente l'ordine. Con la loro compagnia, circa 50 uomini, si lanciano in territorio alleato. La compagnia verrà fatta a pezzi, la missione fallirà e Kraus e Dietrich, entrambi sopravvissuti, si reincontreranno dieci anni dopo.

### I Stole 16 Million Dollars
Adattamento delle memorie di Herbert Emerson Wilson, partendo da un trattamento redatto da Lionel White intitolato The theft, che fu trasformato da Kubrick in una sceneggiatura completa, riscritta successivamente da Jim Thomson su richiesta del regista.

## Progetti abbandonati e completati da altri

### I due volti della vendetta
Kubrick lavora per sei mesi con Marlon Brando e Calder Willingham alla realizzazione di quello che sarebbe stato il suo primo film western, I due volti della vendetta (One-Eyed Jacks),
ma durante la produzione del lungometraggio il rapporto tra i due si complica fino a diventare insostenibile, e il regista abbandona il lavoro lasciandolo a Brando, che da solo porterà a termine le riprese. Il film vince la Concha de Oro.

### A.I. - Intelligenza Artificiale
Kubrick, ideatore del progetto, voleva girare il film a metà degli anni novanta. Tuttavia, rendendosi conto che la tecnologia digitale (che all'epoca stava entrando prepotentemente nel mondo del cinema) poteva consentirgli di realizzare il film in modo migliore scelse di rimandarlo, concentrandosi sulla produzione di Eyes Wide Shut.
Nel 1999 il regista morì lasciando incompiuto il progetto, che fu portato avanti e realizzato qualche anno dopo dall'amico Steven Spielberg.

### Il Signore degli Anelli
Nel 1967, i Beatles pensarono di creare una trasposizione cinematografica de Il Signore degli Anelli di J. R. R. Tolkien, e decisero di affidare il ruolo di regista a Kubrick. Il progetto vedeva Paul McCartney nel ruolo di Frodo, Ringo nel ruolo di Sam, Harrison nel ruolo di Gandalf e Lennon nel ruolo di Gollum.
Tuttavia il progetto fu stroncato dallo stesso Tolkien poiché contrario a trasposizioni cinematografiche delle sue opere letterarie.

## Progetti abbandonati dopo la preproduzione

### Aryan Papers
Aryan Papers era un progetto cinematografico di Stanley Kubrick incentrato sul dramma dell'Olocausto.
Iniziato a ideare sulla fine del 1976, il regista si convinse della produzione di un film epico e assolutamente realistico sullo Shoah: «una struttura che comprime la drammaticità del complesso e diverse informazioni riguardo alla storia di un individuo che ha rappresentato l'essenza di quest'uomo venuto dall'inferno».
Kubrick richiese allo scrittore polacco Isaac Bashevis Singer di aiutarlo a scrivere la sceneggiatura preliminare da cui partire, ma Singer declinò l'invito motivandone la decisione per via della sua ignoranza riguardo all'Olocausto.
Nei primi anni novanta, il regista si occupò di sviluppare l'adattamento cinematografico di Wartime Lies, una novella semi-autobiografica di Louis Begley.
La prima sceneggiatura scritta da Kubrick si chiamava Aryan Papers e trattava le vicissitudini di un ragazzo e sua zia in fuga dall'Olocausto, per la parte di quest'ultima furono prese in considerazione le attrici Uma Thurman e Julia Roberts e provinata Johanna ter Steege, mentre per interpretare il giovane si parlò di Joseph Mazzello.
Kubrick si recò nella città ceca di Brno con l'intenzione di utilizzarla come ambientazione per le scene di guerra su Varsavia.
L'uscita di Schindler's List di Steven Spielberg nel 1993, provocò un ripensamento del regista sul produrre o no il tanto voluto film, e come dichiarato da Christiane Harlan, moglie di Kubrick, il soggetto iniziò a creare difficoltà al marito.
Concludendo che il cinema di Hollywood non avrebbe mai apprezzato, voluto e capacitato un film accurato sull'Olocausto, Kubrick decise di abbandonare Aryan Papers nel 1995, preferendo dedicarsi a un nuovo film: A.I. - Intelligenza Artificiale.

### Napoleon
Napoleon era un colossale progetto cinematografico studiato in ogni minimo dettaglio per oltre trent'anni, preso in considerazione dopo il successo riscosso da 2001: Odissea nello spazio.
Il film avrebbe trattato la vita di Napoleone Bonaparte in modo del tutto epico, portando sul grande schermo ogni singolo momento dell'imperatore, incentrandosi su vari temi tra cui l'aspetto militare e religioso.
Kubrick dichiarò sempre di essere dubbioso circa la realizzazione, ma che se fosse riuscito nell'intento avrebbe creato "il miglior film mai fatto".
Per interpretare Napoleone Bonaparte, Kubrick pensò inizialmente a Marlon Brando, ma cambiò idea dopo aver visto I due volti della vendetta.
Alla ricerca di un protagonista, trovò un giovane e talentuoso Jack Nicholson che partecipava a Easy Rider come uno dei protagonisti, la viva interpretazione catturò l'attenzione di Kubrick, che dopo averlo conosciuto gli propose di vestire i panni di Napoleone in un futuro progetto personale.
Nicholson rilasciò una dichiarazione nel 1975 a tal proposito:
Sarebbe bello. Ho un piano di riserva se lui non mi dovesse usare. Mi limiterò a fare un film migliore. Lo dico per scherzo, naturalmente. Mi ha interessato al personaggio. Ho fatto ricerche su di lui, e su tutta quella roba, e mi piacerebbe prima o poi usare quel materiale.»
Dopo l'abbandono del progetto, Nicholson e Kubrick rimasero comunque in contatto, e infatti all'attore venne affidato il ruolo da protagonista in un nuovo film del regista, Shining.

#### Sceneggiatura
La sceneggiatura preliminare fu stesa da Kubrick, per la cui scrittura durata più di due anni si dedicò - pare - alla lettura di 500 biografie e alla raccolta di oltre 18.000 opere letterarie sull'impero francese e l'era napoleonica, scattando oltre 7.000 fotografie ai luoghi scelti per le riprese.
Con l'aiuto dello storico inglese Felix Markham, professore presso l'università di Oxford, e dei suoi migliori venti allievi si mise alla ricerca delle più importanti biografie su Napoleone, arrivando ad archiviare più di 500 libri in modo meticoloso, ogni informazione possibile, dalle date ai luoghi, alle persone rilevanti o meno nella sua vita.
La fase di sviluppo di Napoleon richiese molti anni di studi e ricerche accurate sul soggetto.
Kubrick iniziò a valutare le somme opportune, stimando una provvisoria spesa preventiva e organizzando alcuni personali location scouting al fine di trovare le ambientazioni più adatte alla storia.
Tra i numerosi sopralluoghi effettuati in tutta Europa, Kubrick decise che le riprese si sarebbero effettuate tra la Gran Bretagna, Francia, Romania e Italia.
Gli Universal Studios erano interessati al progetto sin dall'annuncio di Kubrick, ma dopo l'uscita di Waterloo (anch'esso ispirato alla vita dell'imperatore) che si rivelò un flop al botteghino si tirarono fuori.
La Metro-Goldwyn-Mayer che seguiva l'ambizioso film dal 1967, entrò quindi come nuovo supporto alle finanze, anche se nei due anni di accordi non stipulò mai un contratto di produzione con il regista attendendo prima l'arrivo di una sceneggiatura.
Tramite accordi presi con i governi di Jugoslavia e Romania, era previsto l'utilizzo di oltre sessantamila comparse provenienti dagli eserciti di entrambe le nazioni.
Per le comparse jugoslave era previsto il pagamento di 5$ giornalieri a uomo, mentre i romeni ne richiedevano solamente 2$.
I costumi richiesti potevano essere venduti dai due governi per 40$ l'uno, ma Kubrick si impegnò con una casa newyorkese che prometteva la produzione su scala al prezzo di 4$ al singolo.
In collaborazione con Kubrick v'era Bob Gaffney Sr., coordinatore delle riprese aeree in 2001, che durante il periodo di soggiorno in Romania per gli accordi sui costumi e le comparse studiò i procedimenti di cinematografia a colori possibili da usare.
Analizzando in particolare i colori da usare nelle scene di battaglia, i due avevano previsto di comprare circa duecentomila galloni di Technicolor per riprodurre il sangue.
La lavorazione si sarebbe svolta in Europa a partire dall'estate 1969 per un periodo complessivo di cinque mesi. Parte delle riprese avrebbe occupato varie zone dell'Italia per 40 giorni (1/4 del totale).
Previsto l'utilizzo di elicotteri e aeroplani nelle riprese aeree studiate in ogni dettaglio per filmare in ogni angolazione le principali scene di battaglia che avrebbero coinvolto le migliaia di comparse.
Il 29 settembre 1969, il regista inviò la sceneggiatura ultimata alla sede MGM di Los Angeles, ma la sera stessa fu contattato telefonicamente dai rappresentanti dello studio che gli negarono semaforo verde a causa di un capitale stimato tra i 40.000.000$, somma proibitiva per l'epoca.
I motivi che spinsero la MGM a rifiutare il progetto furono principalmente tre:
- Spesa stimata estremamente eccessiva per l'epoca;
- Insuccesso critico e commerciale di precedenti opere cinematografiche su Napoleone (come ad esempio Waterloo);
- Recente distribuzione de Natascia - L'incendio di Mosca, film ambientato durante la campagna napoleonica in Russia;[senza fonte]

L'abbandono del film non distolse però il regista dallo scrivere un altro film storico. Gli abbozzi di sceneggiatura e l'ispirazione sinora presa, convinsero Kubrick a intraprendere una nuova storia ambientata all'incirca nello stesso secolo, Barry Lyndon.
Nel 1987, ad alcuni anni di distanza dall'ufficiale abbandono, Kubrick dichiarò di non aver mai rinunciato alla biografia, ma di aver anzì letto oltre 500 opere letterarie sulla figura di Napoleone così da dedicare in futuro un film degno ed epico di lui.
La sceneggiatura da anni perduta fu ritrovata casualmente nel 1994 da Jeff Kleeman, un impiegato della United Artists, in una miniera di sale presso Hutchinson, Kansas, nata dalle macerie di un edificio inutilizzato adibito - prima dell'abbandono - all'archiviazione di sceneggiature e dati di produzione di film MGM.
I documenti concernenti la produzione e tutte le operazioni qui durante avvenute sono contenuti nei Kubrick Archives, nel 2000 il copione fu pubblicato su Internet ma ritirato poco tempo dopo su intervento della Polaris (società che detiene i diritti delle opere di Kubrick).

#### Colonna sonora
Proprio come fatto per la trasposizione di Arancia meccanica, il tema musicale principe sarebbe stato composto dalle più note musiche sinfoniche di Ludwig van Beethoven.
Kubrick contattò l'amico Anthony Burgess per scrivere una sorta di romanzo in chiave melodica su cui poi il regista sarebbe partito per la sceneggiatura.
La principale sinfonia presente nel film sarebbe stata l'Eroica di Beethoven, un'opera che fu originariamente concepita per Napoleone, e Burgess avrebbe avuto l'incarico di comporla così da inserirla nei momenti cruciali della vita del protagonista.